# 1451 Granö
1451 Granö è un asteroide della fascia principale. Scoperto nel 1938, presenta un'orbita caratterizzata da un semiasse maggiore pari a 2,2031849 au e da un'eccentricità di 0,1180320, inclinata di 5,11130° rispetto all'eclittica.
L'asteroide è dedicato all'esploratore e geografo finlandese Johannes Gabriel Granö.